# Берроуз, Виллиана
Виллиана Берроуз (англ. Williana Burroughs; 2 января 1882, Питерсберг, Виргиния, США — 24 декабря 1945, Нью-Йорк, США) — американский педагог, коммунистический политический деятель и одна из первых женщин, баллотировавшихся на выборные должности в Нью-Йорке.

## Биография

### Ранняя жизнь
Виллиана Джонс, которую друзья и родные звали «Лиана», родилась 2 января 1882 года в питерсберге, виргиния. Её мать была рабыней 16 лет, а отец умер, когда Берроуз было четыре года. После смерти отца семья переехала в Нью-Йорк. В Нью-Йорке её мать работала поваром, но, к сожалению, не могла заботиться о своих детях. В результате дети были отправлены на семь лет в приют для цветных сирот Нью-Йорка.
В детстве Берроуз посещала государственную школу, а после её окончания поступила в хантерским колледже. Она была единственной афрофмериканской студенткой и стала лучшей в своем классе в 1902 году. После окончания университета Берроуз устроилась на работу учителем первого класса в Нью Йорк. В 1909 году она вышла замуж за Чарльза Берроуза, почтового работника, актера и режиссера.  После замужества с Чарльзом она не могла преподавать до 1925 года из-за закона, запрещавшего замужним женщинам преподавать в школах.
В 1926 году она переехала в Куинс, Нью-Йорк, и начала учить детей первого и второго класса.

### Политическая карьера
В 1926 году Берроуз начала работать в Коммунистической партии США в качестве организатора. Берроуз также стала членом Лига арендаторов Гарлема (англ. Harlem Tenants League).
В этом году она начала публиковать статьи, которые пропагандировали коммунизм в Гарлеме под псевдонимом Мэри Адамс. Берроуз писала для таких изданий, как «Освободитель Гарлема» и «Работница». На протяжении своей политической деятельности она писала о гендерном равенстве, образовании, расовой дискриминации, чернокожих рабочих, детском труде, международных протестных движениях и других подобных темах.
В 1928 году её выбрали представителем Американского негритянского рабочего конгресса, на VI Всемирный конгресс Коммунистического Интернационала в Москве. В связи с её работой в коммунистический партий она начала работать и в России, и в США.
В мае 1933 года Берроуз была отстранена от должности вместе с другим учителем после гневной демонстрации на собрании совета директоров в знак протеста против увольнения одного из учителей. В июне Берроуз прошла слушание по делу о восстановлении на работе, но она так и не была восстановлена. Потеряв  место учителя, Берроуз стала главой Гарлемской школы рабочих. В школе предлагались курсы по марксизму, истории негров в США и смежным темам. Берроуз также включила лекции коммунистических активистов.
В ноябре 1933 году Берроуз баллотировалась кандидатом от Коммунистической партии на пост ревизора штата Нью-Йорк, а также кандидатом от коммунистической партии на пост вице-губернатора Нью-Йорка в 1934 году. На выборах губернатора 1934 года она работала с кандидатом Исраэлем Амтером, чтобы создать кампанию, основанную на праве рабочих на объединение, законопроекте против линчевания, повышении заработной платы и страховании безработных.
Несмотря на то, что она проиграла выборы, Берроуз продолжала свою политическую активность. Во время бунта в Гарлеме в 1935 году Берроуз была эффективным свидетелем Комиссии мэра по условиям в Гарлеме, давая показания о плохих условиях.
В 1937 году КПСША рекомендовала Берроуз работать диктором на Московском Радио и она была принята на должность. Во время работы на Московском радио она использовала псевдоним Оома Перси. В 1940 году она хотела покинуть Москву и вернуться в Америку, но ей пришлось остаться и работать диктором, потому что во время Второй мировой войны не хватало англоязычных радиоведущих в России. Она была эвакуирована в Куйбышев, чтобы продолжать освещать военную ситуацию.  После окончания войны Берроуз смогла вернуться на родину.

### Смерть
Виллиана Джонс Берроуз умерла 24 декабря 1945 года, через два месяца после возвращения в США из-за плохого состояния здоровья.

## Работа
- (Mary Adams): "Record of Revolts in Negro Workers' Past," The Daily Worker, May 1, 1928.
- The Road to Liberation for the Negro People. Contributor with A.W. Berry; Benjamin J. Davis; James W. Ford; Benjamin Carreathers; Angelo Herndon; William L. Patterson; Harry Haywood; Timothy Holmes; Manning Johnson; Richard B. Moore; William Taylor; Louise Thompson; Maude White; Henry Winston; Merrill Work. New York: Workers Library Publishers, 1939.